# Solitario George
Solitario George (del inglés, Lonesome George, también llamado en español Solitario Jorge; Isla Pinta, c. 1910-Puerto Ayora, 24 de junio de 2012) fue el último macho e individuo conocido de Chelonoidis abingdonii, una de las especies de tortuga gigante de las islas Galápagos.
George fue encontrado el 1 de diciembre de 1971 en la isla Pinta por el zoólogo húngaro de la Universidad de Harvard, Joseph Vagvolgyi, en un contexto en el que su taxón específico se creía desaparecido. El año siguiente fue reubicado en la Estación Científica Charles Darwin, en la isla Santa Cruz, donde fue cuidado en el Centro de Reproducción y Crianza de la Dirección del parque nacional Galápagos. Los esfuerzos para su conservación tuvieron un eco en la comunidad científica, nacional e internacional, y así se lo consideró como el símbolo de los esfuerzos invertidos por Ecuador y la comunidad científica internacional por conservar las especies amenazadas.
Con el propósito de asegurar la perpetuación de sus genes a través de su progenie, George permaneció encerrado junto con dos hembras de una especie similar, Chelonoidis becki (tortuga gigante del volcán Wolf). Sin embargo, a pesar de los muchos programas de reproducción, no pudo obtener descendencia antes de su muerte en 2012, confirmando la extinción definitiva de Chelonoidis abingdonii. Ya que el Museo Americano de Historia Natural fue elegido por el Parque Nacional Galápagos y por el gobierno ecuatoriano para realizar el proceso de taxidermia, sus restos fueron trasladados a Estados Unidos donde, una vez disecados, permanecieron en exhibición hasta enero de 2017. Después, su cuerpo pasó al centro de apoyo de George Dante, para finalmente regresar a Ecuador en febrero de 2017, donde permanece en la Sala de Exhibición del Solitario George del Circuito Fausto Llerena, en Puerto Ayora, Santa Cruz.
Después de su muerte, la influencia de la tortuga ha permanecido en la sociedad y la ciencia. Su genoma ha despertado interés en la comunidad científica y ha sido estudiado para entender la capacidad de las tortugas para vivir de manera longeva, tener protección ante enfermedades como el cáncer y recuperarse fácilmente ante heridas graves. Por otro lado, la imagen de George es ampliamente reconocida en las Islas Galápagos al mostrarse como un símbolo de ecoturismo y un emblema representativo de la extinción de especies en producciones culturales, a la vez que enfatiza la importancia de la conservación de la biodiversidad a nivel global.
En 2017 su cuerpo fue declarado Patrimonio cultural de la Nación por el Ministerio de Cultura y Patrimonio de Ecuador.

## Descubrimiento
En 1906, expedicionarios de la Academia de Ciencias de California visitaron la isla Pinta y capturaron tres machos de la especie Chelonoidis abingdonii, estos fueron los últimos ejemplares vistos en sesenta años, por lo que todas las tortugas de la isla habían sido trasladadas para un programa de conservación. Estas tres tortugas se encuentran actualmente almacenadas en la Academia de Ciencias de California: solo uno de los especímenes está catalogado como una forma taxidermizada, otro espécimen se describe como esqueleto parcial con «miscelánea de postcráneo», y el espécimen etiquetado como #8110 fue incluido en el registro GenBank del Centro Nacional de Información Biotecnológica basado en análisis de ADN mitocondrial.

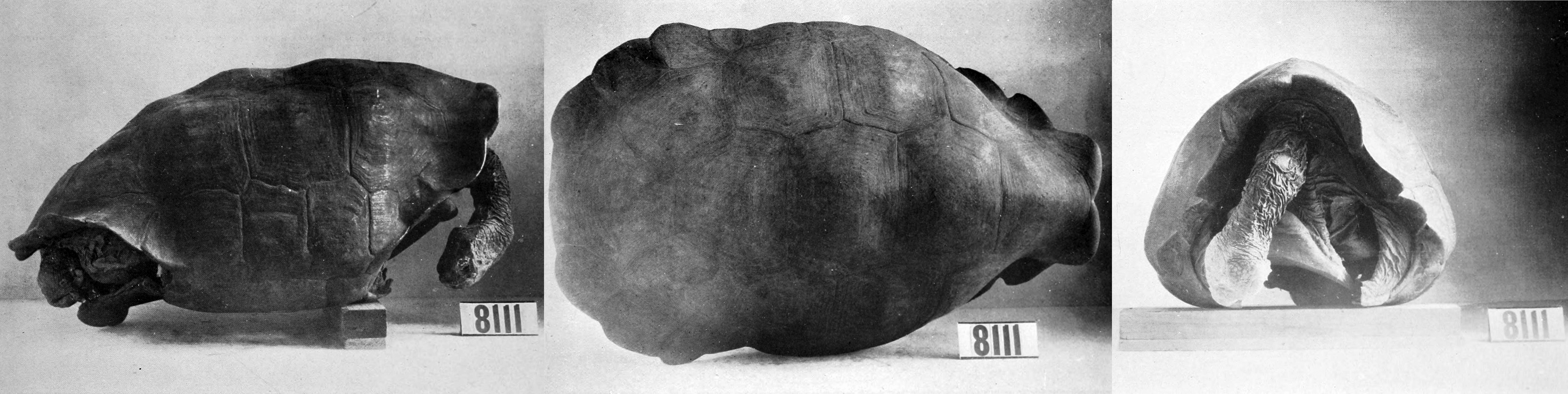
Espécimen macho de Chelonoidis abingdonii. Coleccionado por W.H. Ochsner, 20 de septiembre de 1906.

En un momento en que ya se creía que la especie había desaparecido, el Solitario George fue descubierto el 1 de diciembre de 1971 por el zoólogo húngaro de la Universidad de Harvard, Joseph Vagvolgyi y su esposa María, en una visita a la isla. No obstante, Vagvolgyi no se percató de la importancia de su encuentro con el animal hasta semanas después, cuando habló con el quelonólogo Peter Pritchard y comprendió la trascendencia del hallazgo de una presunta especie extinta. En marzo de 1972, una expedición organizada por la Estación Científica Charles Darwin del gobierno de Ecuador se encaminó hacia la isla. Alertados por los rumores sobre el encuentro de Vagvolgyi, los miembros de la expedición, emprendieron la búsqueda de quelonios en la isla. Dos de los técnicos encontraron a George a la sombra de un árbol del que el animal se estaba alimentando. Se tomó la decisión de capturar al galápago y trasladarlo a la estación científica de Santa Cruz, donde se contaba con instalaciones adecuadas para la manutención y reproducción en cautiverio de las tortugas. El nombre que se le puso, «Solitario George», fue inspirado en el actor George Gobel, además que describía muy bien la condición de este animal como el último sobreviviente de su especie.

Cuando estábamos en Pinta, recuerdo que uno de los guardias del parque me dijo que habían encontrado heces de una tortuga el año anterior, pero nadie había visto tortugas vivas en muchos años (Un informe fue archivado en la estación y en el parque por Joseph Vagvolgyi quien estaba en Pinta estudiando los caracoles en noviembre de 1971, informó que había encontrado una tortuga pero que no estaba al tanto de su importancia). [...] Un día estábamos a unos 300 metros de altitud y observamos que algo se movía a unos 60 a 70 metros de distancia. Ambos pensamos que era una cabra y apuntando con nuestros rifles nos acercamos hasta que vimos que en realidad era una tortuga. La tortuga estaba debajo de un árbol de palo santo y rodeada de grandes rocas que parecían encerrar el área.
Manuel Cruz (1994, pp 16-17)

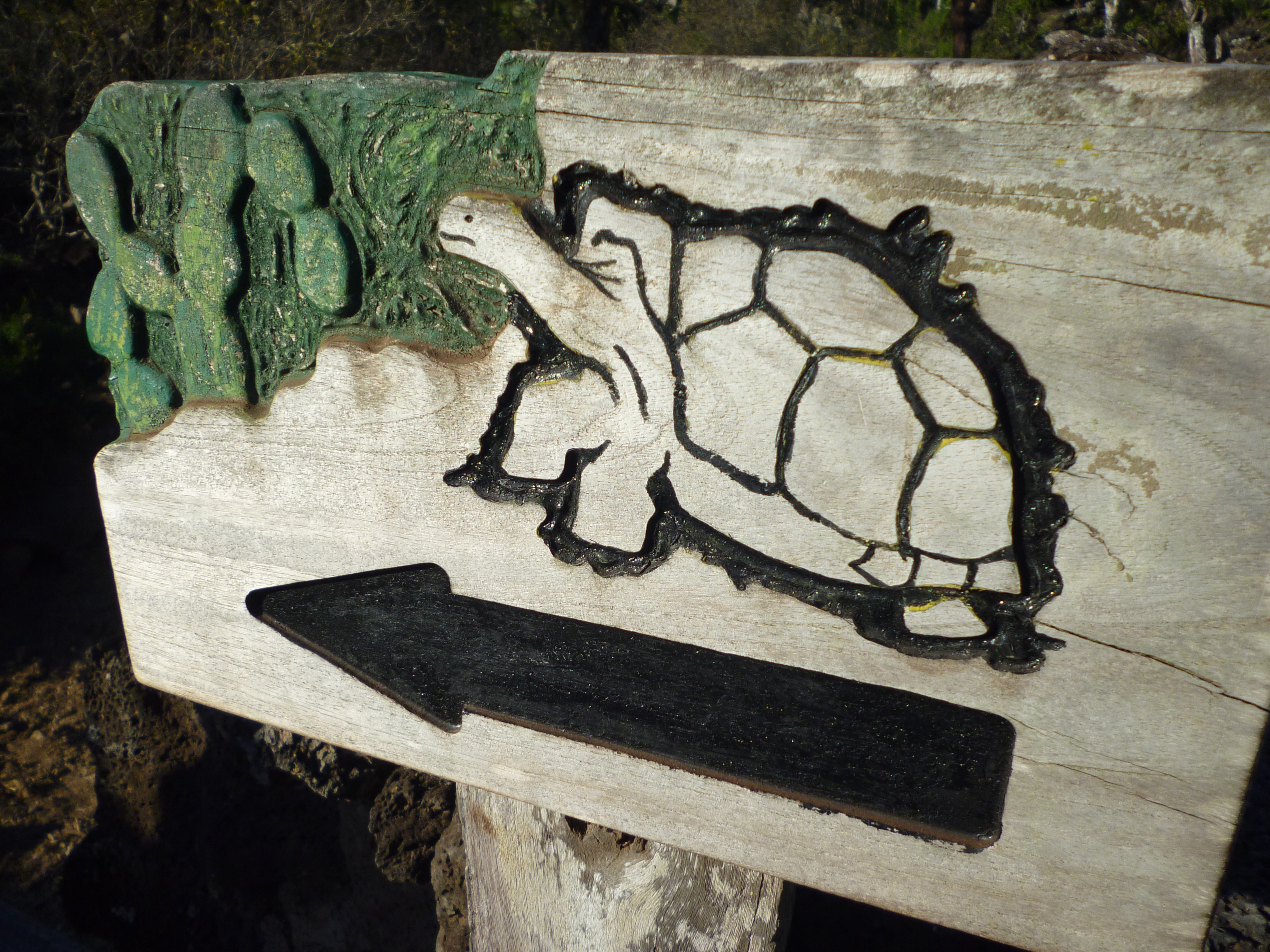
Señal de dirección a la estación de investigación Charles Darwin (2011).

George fue muy estrechamente relacionado con las tortugas de San Cristóbal y Española, las islas más alejadas de la isla de Pinta, y dada la distancia se secuenció el ADN de las tres tortugas alojadas en el California sesenta años antes, para descartar que la tortuga se haya movido de su hábitat. Así, al observar las secuencias idénticas a George, se afirmó que la tortuga gigante de la isla Pinta no estaba extinta. George fue reubicado en la Estación Científica Charles Darwin, en la isla Santa Cruz, en 1972. La necesidad de recursos económicos para continuar con las investigaciones motivó al Fondo Mundial para la Naturaleza en Washington, Estados Unidos, a difundir la noticia de su presencia. La revelación de la existencia de esta tortuga gigante de Pinta generó un gran impacto, convirtiendo a George en un símbolo de esperanza tanto para las Islas Galápagos y el mundo. La noticia de la supervivencia de esta especie única atrajo una considerable atención, y rápidamente el quelonio se volvió reconocido por aproximadamente el 90% de los visitantes del archipiélago. Su presencia también tuvo un efecto significativo en el turismo de la isla, convirtiéndose en una atracción icónica y una figura emblemática de la conservación de la biodiversidad en Galápagos.

### Contexto histórico

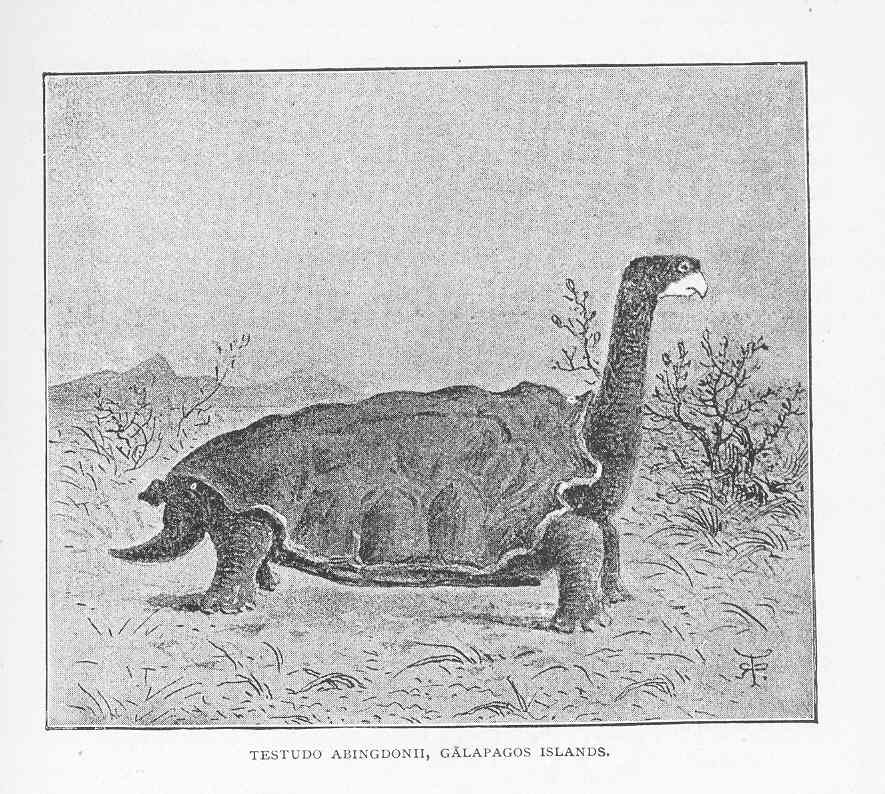
Dibujo de la especie realizado por Charles Darwin (1980).

Desde la llegada de Charles Darwin, en 1835, y en el resto del siglo XIX, los marineros y piratas utilizaron las islas del océano Pacífico como parada para repostar. Cazaron un gran número de tortugas para sustraer aceite y se llevaban cientos de ellas como fuente de comida por su capacidad de sobrevivir hasta seis meses sin comer, lo que las hacía una fuente duradera de alimento. El capitán del Beagle, Robert Fitzroy, relató que varias tortugas más de Galápagos fueron llevadas a bordo tras el segundo viaje del HMS Beagle. El mismo naturista inglés había probado el contenido de una vejiga de tortuga, describiéndola como «límpida».
Las cabras que se habían introducido en la isla Pinta dejaban a los galápagos sin alimento, mermando considerablemente su población. Tras el establecimiento de la Estación Científica Charles Darwin, en 1964, se inició el estudio de poblaciones de quelonios en el archipiélago. Con la información recopilada, se trabajó en dos frentes paralelos:
1. Eliminar los animales introducidos en sus áreas de vida.
2. Aumentar la tasa de reproducción y sobrevivencia en las poblaciones en peligro, a través de la reproducción y crianza en cautiverio.

Una de las metas propuestas fue recuperar las especies que se encuentren afectadas, y se estableció, en la isla Santa Cruz, el Centro de Reproducción y Crianza de Tortugas Gigantes «Fausto Llerena». Gracias a los diferentes proyectos de control y erradicación de especies invasoras, se completó un prolongado esfuerzo para retirar a las cabras introducidas en la isla de George en 2003, a fin de que la vegetación de la isla volviera a establecerse como era naturalmente, regenerando el ecosistema afectado.

Whatever happens to this single animal, let him always remind us that the fate of all living things on Earth is in human hands
Pase lo que pase con este animal, que siempre nos recuerde que el destino de todos los seres vivos de la Tierra está en manos del hombre
Estación Científica Charles Darwin y Parque Nacional Galápagos.

### Características

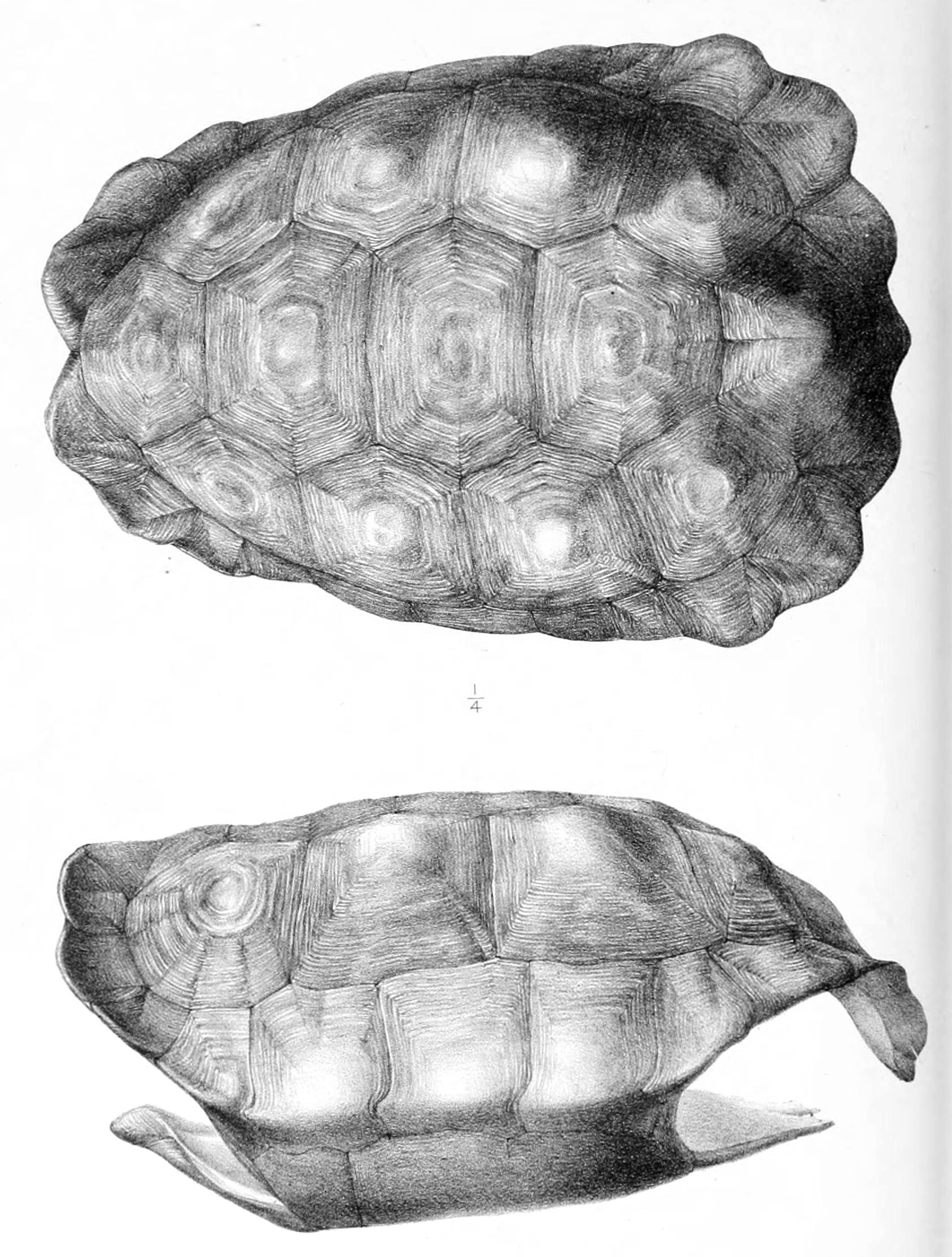
Dibujo del caparazón de la especie, ilustrado por John Gerrard Keulemans (1896).

George, tras su descubrimiento, tenía un peso que se estimaba entre 75 y 88 kilogramos. Durante su estadía en la isla Santa Cruz, pesó 88 kg, midiendo 102 centímetros de longitud y manteniéndose con una dieta a base de 500 gramos de papaya cinco veces a la semana, 50 gramos de césped tres veces a la semana y 100 gramos dieta especial balanceada una vez a la semana. El quelonio exhibía una serie de características distintivas que lo diferencian de otras especies del género Chelonoidis, y que comparte con su especie en sí:
- El caparazón se caracteriza por su delgadez y ligereza, adoptando una forma de cúpula.
- Sus escudos vertebrales son más anchos que largos, a excepción del primer escudo, que es angosto y de igual longitud o incluso más largo que ancho.
- Cada lado del caparazón cuenta con once escudos marginales.
- El plastrón es cónico y de color negro tanto en la parte anterior como en la posterior, presentando una muesca anal.
- Los escudos angulares no sobresalen del borde del caparazón y el puente es estrecho, con un escudo axilar e inguinal del igual tamaño.

Además, se distinguía por tener una cabeza pequeña, sin un hocico prominente, y una mandíbula superior bicúspide. Su prefrontal era pequeño y dividido, con una escama frontal, y el cuello era largo con la cuarta vértebra cervical biconvexa. Las extremidades anteriores presentaban una superficie cubierta de escamas grandes, solapadas y no solapadas. Su cola era pequeña y carecía de una escama terminal grande.

## Vida e intentos de acoplamiento

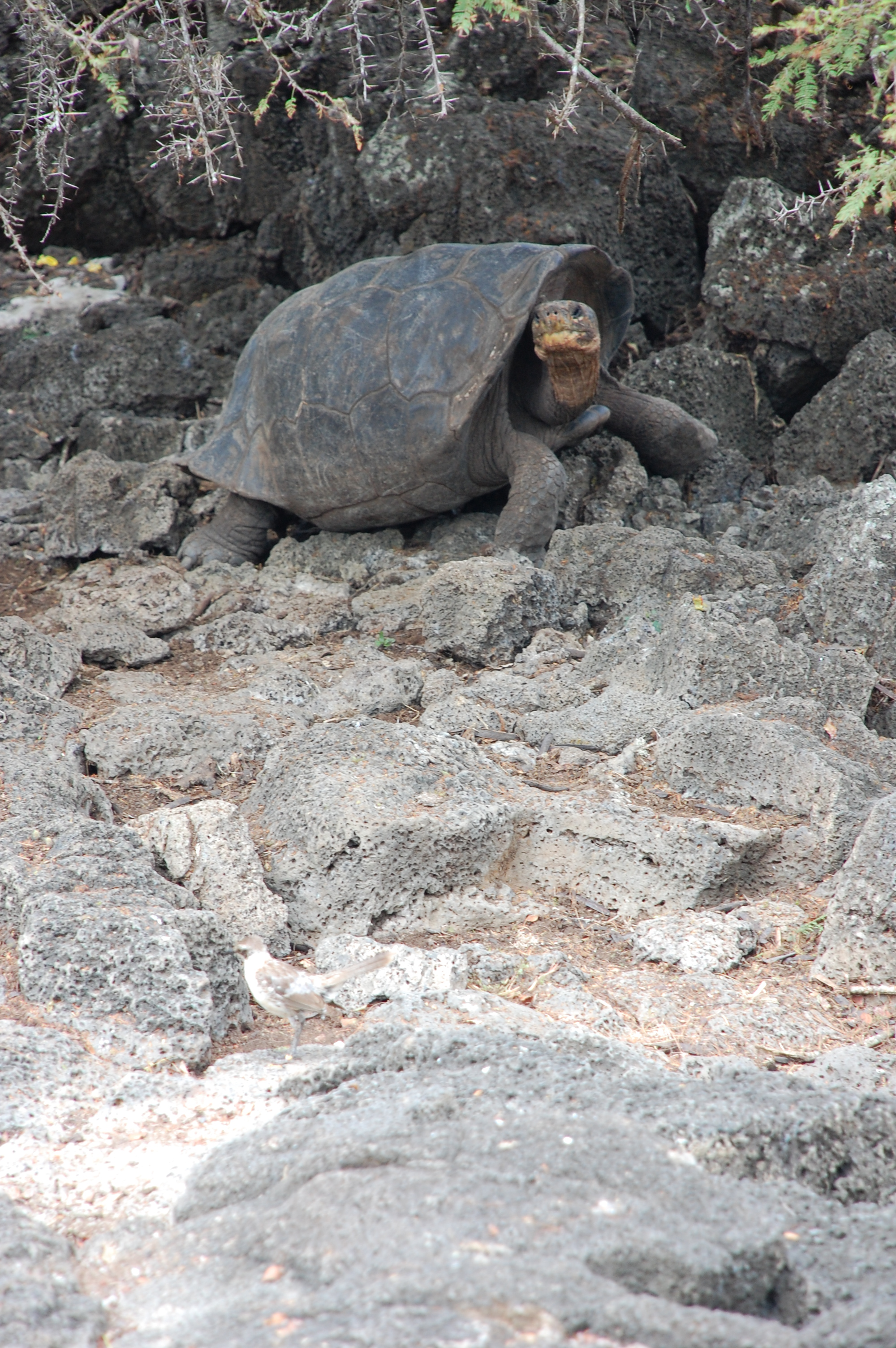
Solitario George en su corral (2008).

Desde su hallazgo en 1971, el cuidado de George estuvo a cargo del Centro de Reproducción y Crianza de la Dirección del parque nacional Galápagos en la isla Santa Cruz, y fue alimentado con una dieta de cactus, arbustos, pastos y plantas de hoja ancha.
En 1992 se le construyó un corral con zonas de anidación que suscitó un notable interés turístico tanto en el público general como entre celebridades. Con la esperanza de que George tuviera congéneres en su isla de origen, se realizaron búsquedas sistemáticas para encontrar individuos para que la especie persistiera, incluso se ofreció a los parques zoológicos una recompensa de USD$ 10 000 por la confirmación de una hembra en isla Pinta.En 1976, el zoólogo Graig MacFarland, director de la estación científica Charles Darwin, y el Fondo Mundial para la Naturaleza se mantenían indagando por posibles parejas a nivel internacional. El fracaso de estos intentos hizo que los investigadores se inclinaran hacia la solución de hibridación. Al principio de su emparejamiento en la isla Santa Cruz, George no mostraba interés por las hembras, lo que elevó las preocupaciones de los especialistas al considerar la posibilidad de que fuese fisiológicamente incapaz de reproducirse.
En 1983 la estudiante suiza graduada en zoología, Sveva Grigioni, logró demostrar que George era capaz de una erección al cubrir sus manos con las secreciones genitales de tortugas hembras y acariciarlo suavemente. Sin embargo, mientras que su técnica podía inducir a ejemplares macho a alcanzar el orgasmo en pocos minutos, nunca se logró recolectar el esperma del animal. Sus ministraciones parecían despertar el interés de George por las tortugas hembra; y así, con el transcurso del tiempo, llegó a copular con sus compañeras.
En 1992, hembras de las especies Chelonoidis becki y Chelonoidis nigra, de la isla Isabela, se unieron a George en la creencia que por la proximidad geográfica fueran filogenéticamente más cercanas a la especie de George. No obstante, a finales de la década de 1990, estudios genéticos mostraron que el parentesco más cercano con C. abingdonii era de Chelonoidis nigra hoodensis y Chelonoidis nigra chathamensis, de las islas Española y San Cristóbal, respectivamente, a pesar de más de 300 km de distancia. Este hallazgo se explica por el hecho de que las dos subespecies de la isla Isabela son en realidad el resultado de una colonización separada y diferente del archipiélago, mientras que las dos subespecies de Española y San Cristóbal (hoodensis y chathamensis) fueron separadas geográficamente por corrientes marinas. De esta manera, es con las hembras de estas dos últimas subespecies con las que la afinidad reproductiva del animal hubiera sido mayor.

### Inicios de la reserva natural

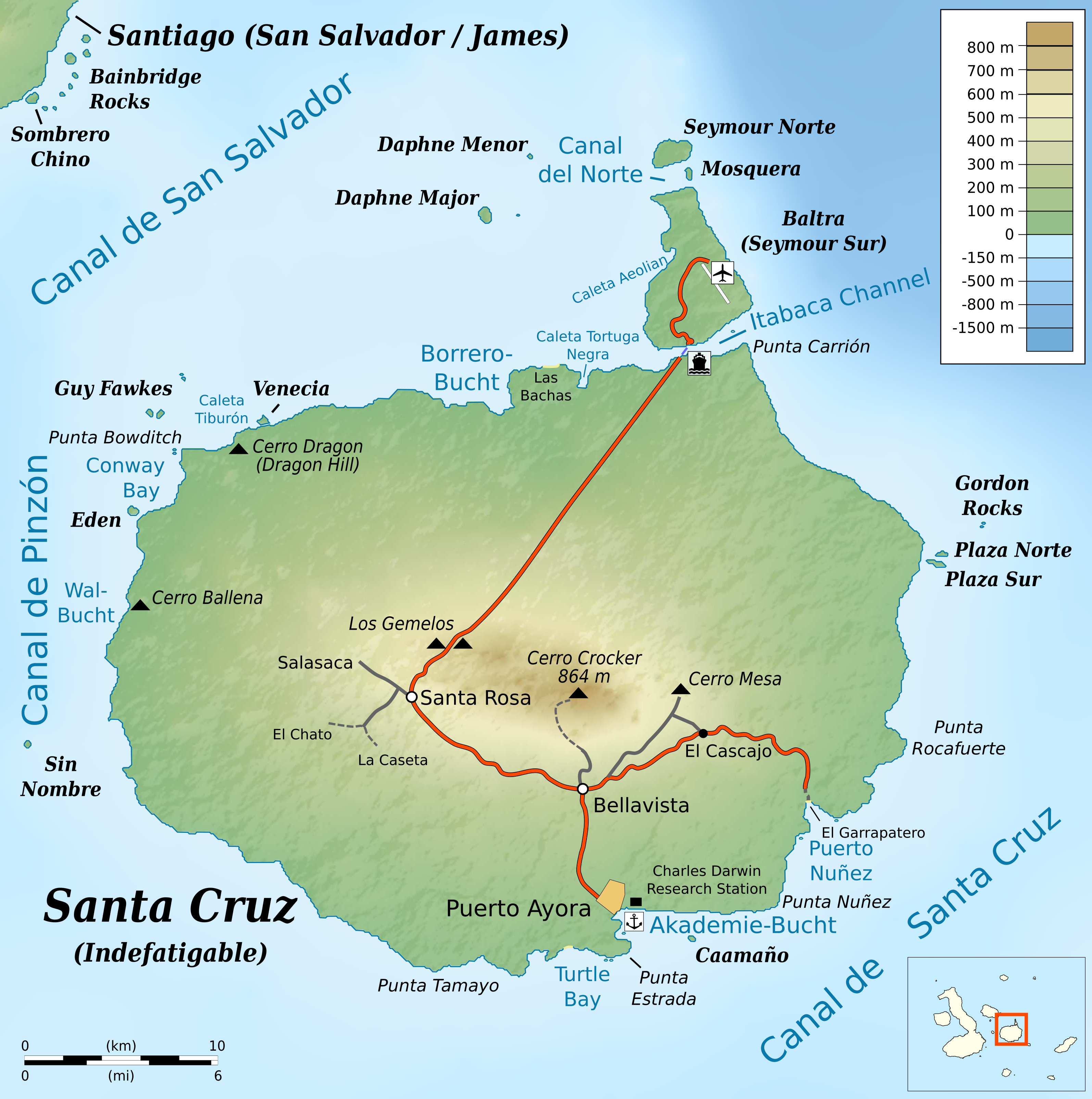
Mapa topográfico de la isla Santa Cruz.

En enero de 1995 se llevó a cabo un conflicto entre pescadores y el sector de conservación sobre los pepinos de mar, cuyas protestas se intensificaban en contra de las nuevas leyes de protección de especies y control limítrofe sobre el mar que se revelaron como una amenaza económica para estas personas, dado el alto precio que se tenía que pagar por esta conservación. La discordia de la población insular frente a la Fundación Ciudadanía y Desarrollo se centraba el rechazo a los animales que simbolizan la conservación de la naturaleza. En consecuencia, para la fundación Darwin era necesario establecer una imagen de su trabajo en las Galápagos que pudiera difundirse fácilmente, dando lugar a un marketing conservacionista. Las tortugas ocupaban una posición central en la disputa entre los conservacionistas y sus detractores. Los primeros las erigían como emblema para sensibilizar a la opinión pública internacional sobre la inminente amenaza de extinción del icónico reptil de las islas Galápagos, mientras que los segundos arremetían contra la labor de la Función Ciudadanía y Desarrollo, a la que acusaban de otorgar mayor relevancia a la protección animal que al bienestar humano.
Ese mismo año, fuerzas navales ecuatorianas intervinieron y capturaron el centro de acopio, lo que motivó el traslado preventivo de la célebre tortuga George. En su lugar, se dispuso una tortuga hembra como señuelo para desviar posibles ataques, los cuales finalmente no se concretaron. No obstante, el conflicto dejó un saldo trágico: 81 tortugas gigantes fueron sacrificadas de manera violenta. Es así que movimientos naturalistas tuvieron que convencer al Estado para crear una reserva natural en las islas.
En marzo de 2011, George fue trasladado como precaución a una zona de tierras altas tras el terremoto y el tsunami que azotó la costa de Japón. En contraste, el laboratorio de biología marina en la Estación de Investigación Charles Darwin, ubicado en la línea de costa, había sufrido graves daños y permaneció inactivo hasta el reemplazo del equipo.

### Evolución del programa de cría

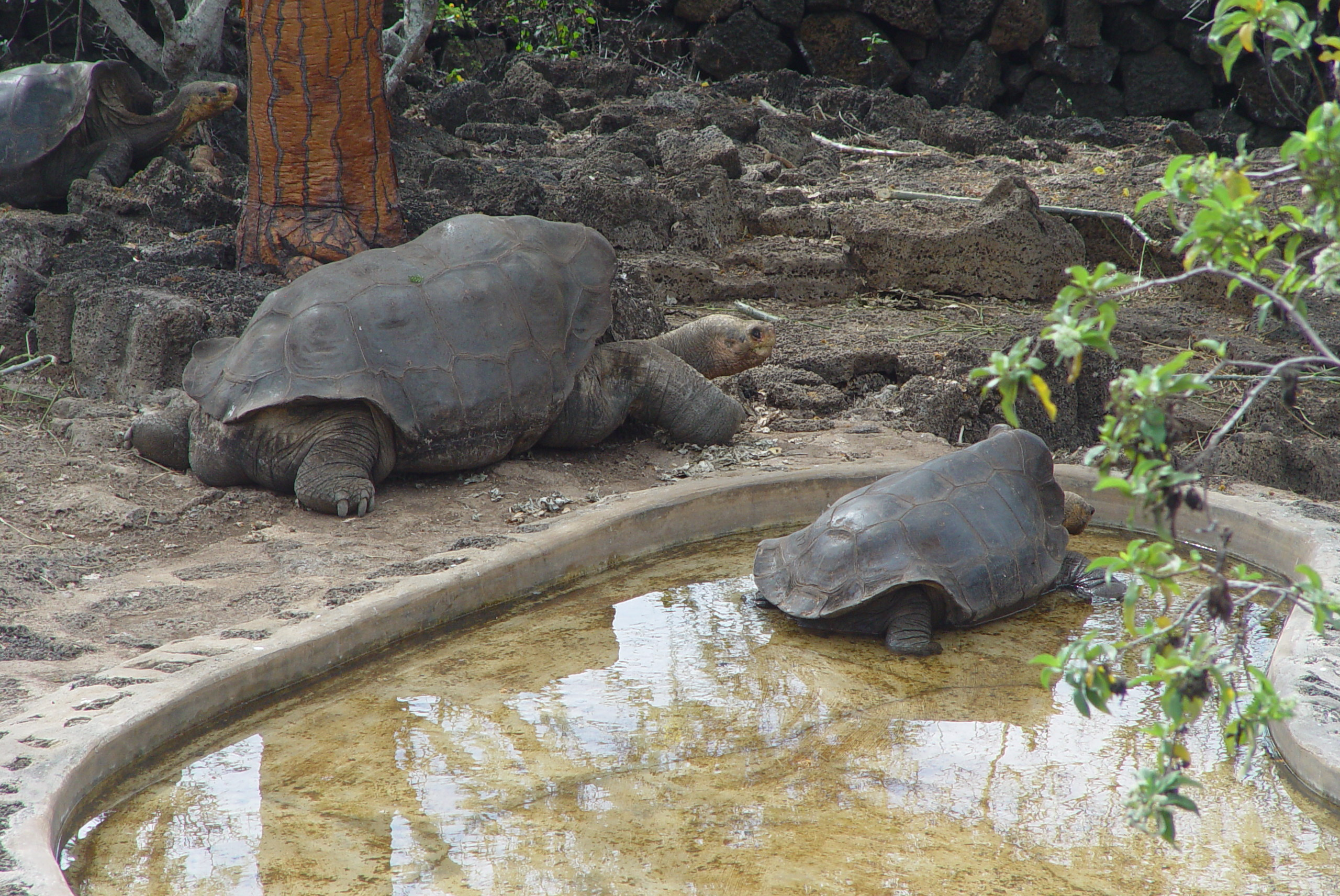
Solitario George en su corral junto a otras tortugas hembra (2005).

Durante el año 2008 se descubrió que una de las hembras que acompañaba a Solitario George desde 1993 había puesto un total de nueve huevos, de los cuales solo tres eran fértiles. Estos fueron colocados en incubadoras, dos de ellos con temperatura de 29.5 °C para obtener hembras y uno a 28 °C para obtener un macho. Sin embargo, tras 130 días de incubación en el Laboratorio Fabricio Valverde del Parque Nacional Galápagos, los ocho huevos fueron abiertos y analizados. Las pruebas confirmaron la ausencia de embriones en todos ellos, confirmándose que no estaban fertilizados.
na segunda puesta de cinco huevos, los cuales fueron considerados en condiciones óptimas para su desarrollo. Posteriormente, en octubre del mismo año, otra de las hembras compañeras de George realizó una nueva puesta de seis huevos adicionales. No obstante, todos resultaron infértiles y se descartó la posibilidad de descendencia viable.

## Muerte y extinción de la especie

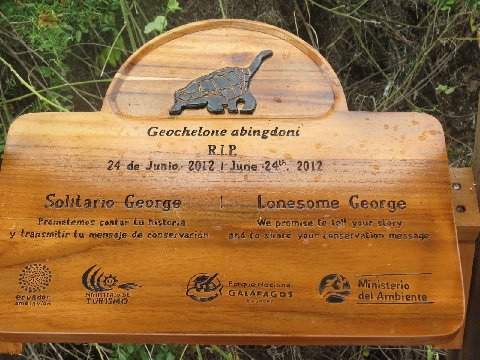
Placa conmemorativa de la muerte de George (2013).

El Solitario George falleció el 24 de junio de 2012; con él se extinguió su especie. Se estima que nació a principios del siglo xx (cca. 1903-1919), lo que indicaría que murió a una edad de alrededor de 100 años. El personal del parque nacional Galápagos, Fausto Llerena, cuidador de George desde 1971, lo encontró muerto en su corral. El cuerpo del quelonio fue hallado en dirección al bebedero y se trasladó de inmediato a una cámara de refrigeración, con el propósito de conservarlo y prevenir su descomposición. La necropsia estuvo a cargo de la Dra. Marilyn Cruz, una veterinaria local, quien la realizó en conjunto con el Dr. Joe Flanagan, quien participó vía telefónica desde el Zoológico de Houston.El informe detalló que el fallecimiento del quelonio fue debido a causas naturales;a la vez que detectó que el ducto espermático de la tortuga no estaba completamente formado, estaba disminuido en longitud, explicando sus problemas reproducción. A la vez, el personal del Zoológico Congelado, dirigido por el Dr. Oliver Ryder, extrajo varias muestras de tejidos para su criopreservación.

Su deceso supuso un antes y un después en la concienciación y conservación de la biodiversidad.El mismo día, el parque nacional Galápagos anunció su muerte en su cuenta de Twitter, generando una ola de luto y reflexión sobre la importancia de la conservación del medio ambiente. La etiqueta #SolitarioGeorge se convirtió rápidamente en tendencia en Ecuador, llegó a los 70 tuits por segundo y recibió muestras de condolencia de diferentes partes del mundo.

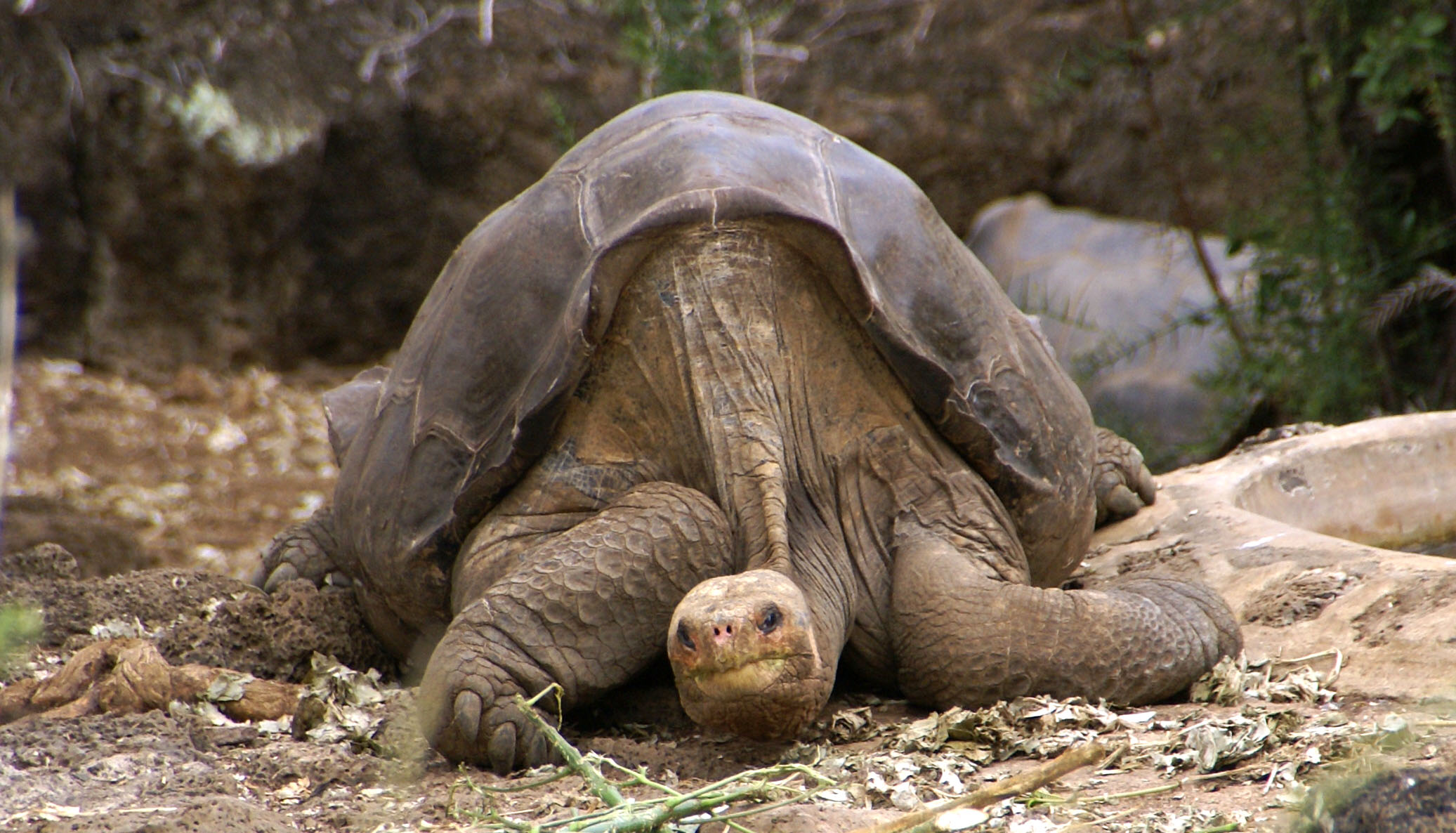
Vista frontal del animal (2007).

### Reacciones
- La Universidad San Francisco de Quito expresó su luto e hizo un llamado a reflexionar sobre la conservación del planeta.[63]
- La Embajada de Estados Unidos en Seúl expresó su pesar en su cuenta de Twitter.[64]
- El periódico británico, The Economist, colocó un obituario en honor a George, siendo el único obituario brindado ante la muerte de un quelonio en esta gaceta.[65]

## Descendencia y clonación
A pesar de las iniciativas para lograr que el Solitario George se reprodujera, inicialmente con hembras de la especie de volcán Wolf de la isla Isabela y posteriormente con hembras de la especie de la isla Española, la DPNG no consiguió que los huevos fueran fértiles. De todas formas sus crías no hubiesen sido de la especie Chelonoidis abingdonii, ya que según el biólogo Jesús Córdova Santa Gadea:

Esta ha sido una especie plena, por eso que no podía reproducirse con ninguna otra. Además al cruzarse con otras especies o sus emparentadas se iban a hibridar y al hibridarse pierde sus características originales. Ya no va a ser la estirpe del Solitario George, sino la estirpe híbrida del Solitario George.
Jesús Córdova, jefe del departamento de Herpetología del Museo de Historia Natural de la Universidad Nacional Mayor de San Marcos.

Según investigadores de Galapagos Conservancy, el sistema que aplica el Parque Nacional Galápagos es utilizar una especie similar a la de George para repoblar la isla Pinta, pues clonarlo no sería una opción para la recuperación y conservación de este taxón específico, dado que se realiza copia exacta de un individuo con sus virtudes y defectos.

Desarrollar la técnica [de clonación] es prohibitivamente caro y ese dinero puede ser invertido en acciones reales de conservación. Cuando murió George se pudo constatar que él tenía problemas fisiológicos que no permitieron su reproducción y eso solo lo aprendimos en su necropsia. Sus clones tendrían los mismos problemas y no se podrían reproducir con otras hembras.
Washington Tapia, investigador de Galapagos Conservancy.

### Genoma

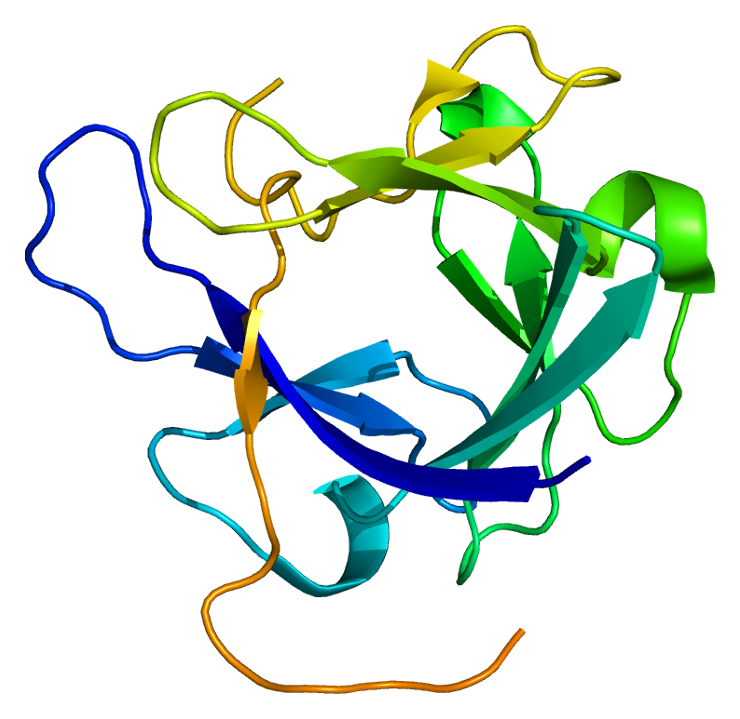
La proteína FGF19, codificada por el gen homónimo en el cromosoma humano 11, está presente en el genoma de George y podría desempeñar un papel destacado en la longevidad, ya que también parece clave en humanos que han alcanzado los 100 años o más.

En 2008, científicos estadounidenses conducidos por James Gibbs, de la Universidad Estatal de Nueva York, comenzaron a tomar muestras de sangre de 1.600 tortugas en las laderas del volcán Wolf, al norte de Isabela, descubriendo que varios ejemplares conservaban buena parte del ADN de Chelonoidis abingdonii. Posteriormente, estudios realizados por investigadores de la Universidad de Yale revelaron resultados similares, que el ADN de George y sus antepasados seguía vivo en una zonas del Volcán Wolf y han esperado revivir la especie tomando los ejemplares con el ADN más puro y cruzándolos sucesivamente hasta conseguir una tortuga con el porcentaje más alto de ADN de la Chelonoidis abingdonii y de esta manera recuperar la especie.
En 2012, científicos del Zoológico Congelado, una institución que se encarga de congelar material genético de distintos animales para su conservación, viajaron hasta Ecuador al momento de enterarse de la muerte del animal. Utilizando nitrógeno congelado, tomaron muestras de George para criogenizarlas e intentar su clonación. No obstante, la idea de clonarlo fue criticada por las dificultades técnicas que presentaría y por las cuestiones éticas sobre si es adecuado crear copias idénticas de una tortuga que fue la última de su especie durante más de cincuenta años. A la vez, estas muestras han permitido estudiar el material genético de George y se han indentificado 17 especímenes híbridos con ancestros C. abingdonii.
El 3 de diciembre de 2018, la revista Nature Ecology & Evolution presentó un estudio que indicaba que el genoma del Solitario George fue descifrado por un equipo internacional de investigadores de las universidades de Oviedo (España), Yale (Estados Unidos), la organización Galapagos Conservancy y técnicos de la Dirección del Parque Nacional Galápagos, quienes utilizaron genómica bioinformática y comparativa para encontrar pistas sobre las características que hacen especiales a las tortugas gigantes. Se determinó que dentro de los cerca de 27 000 genes que forman su genoma, hay cerca de 43 secuencias específicas que estarían relacionadas con la longevidad y la capacidad que tienen los quelonios de Galápagos de estar libres de enfermedades, una serie de variantes genéticas relacionadas con la reparación del ADN, y un gen que impide la variabilidad genética. Este resultado ha aportado información útil para la toma de decisiones vinculadas a la Iniciativa para la Restauración de las Tortugas Gigantes (GTRI, por sus siglas en inglés), y puede ayudar a entender si el hombre tiene los genes que se encontraron en los gelápagos que los hacen propensos a vivir largo tiempo, a tener una protección ante enfermedades como el cáncer y una fácil recuperación a heridas graves.

## Embalsamamiento y Estancia en Estados Unidos

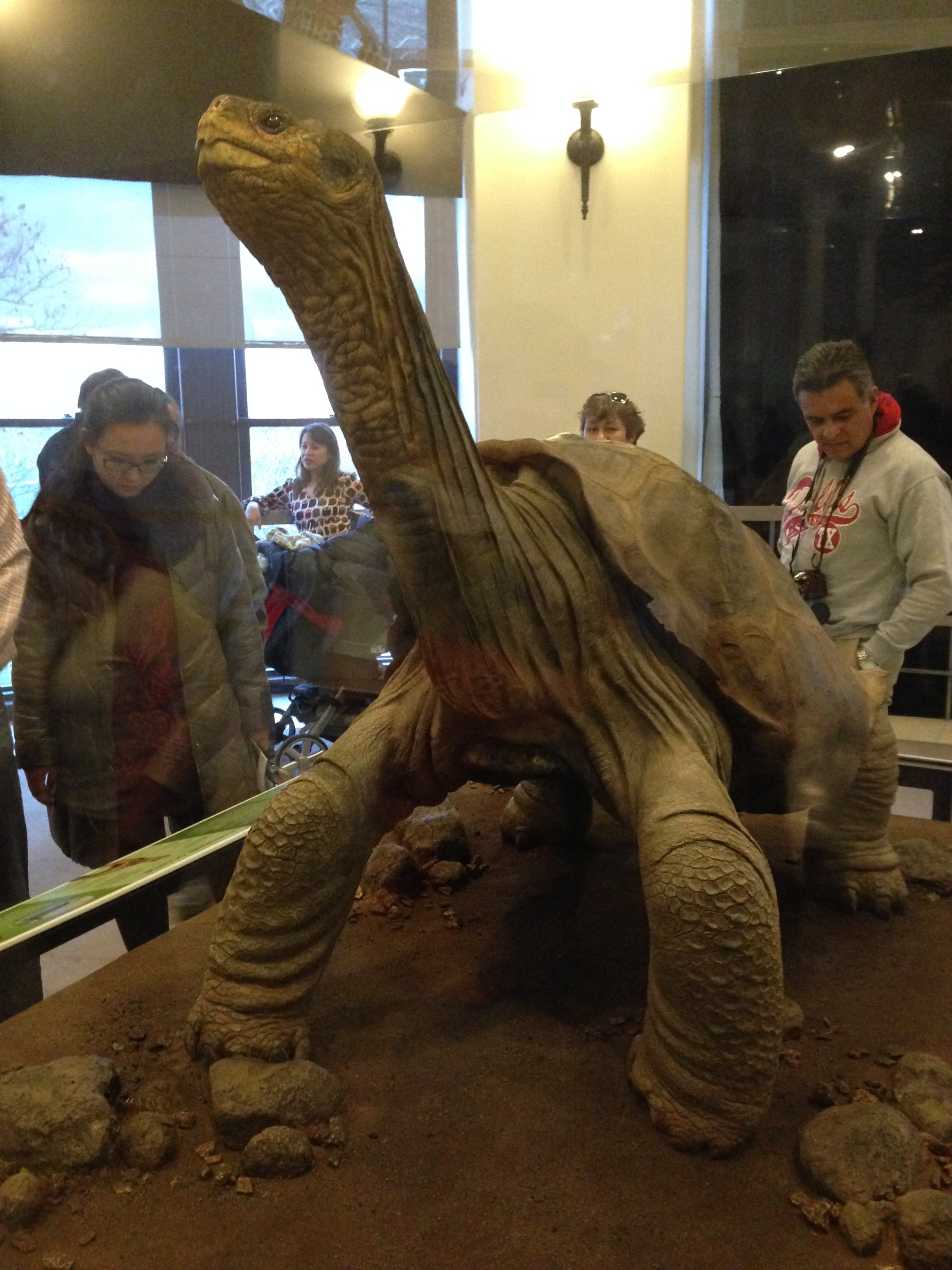
Espécimen expuesto al público en Nueva York (2014).

El Parque Nacional Galápagos (PNG) fabricó una caja de madera cubierta con fibra de vidrio y material aislante con el fin de mantener una temperatura de -50 °C por 48 horas. De esta manera el Solitario George fue llevado en un avión a Estados Unidos, donde después de un periodo de tres días para que se descongelara, se inició con el proceso de embalsamamiento. Esto aseguró que el quelonio llegara sin daño alguno en sus tejidos a la isla de Manhattan tras un viaje de aproximadamente dieciocho horas.
El Museo Americano de Historia Natural fue elegido por el parque nacional Galápagos y por el gobierno ecuatoriano para realizar el proceso de taxidermia, en donde se trabajó a detalle sobre el cuerpo del animal y duró más de un año. Desde septiembre de 2014 hasta enero de 2015, el Solitario George fue exhibido en el Museo Americano de Historia Natural, en Nueva York, puesto que ese lugar poseía los requisitos ambientales para poder conservar el cuerpo del espécimen disecado sin que este sufriera daño alguno. El Museo Americano de Historia Natural, en su sitio web, titula: «Conoce al Solitario George, la cara de la extinción».
El museo se hizo cargo del financiamiento del proceso de taxidermia, mientras que los gastos de transporte fueron cubiertos por la organización no gubernamental Galapagos Conservancy para que posteriormente George volviera a las Galápagos en marzo de 2014; sin embargo, su exhibición en Nueva York se prolongó hasta enero de 2015. A comienzos de 2015, George pasó al centro de apoyo de George Dante (quien dirigió el equipo de expertos en preservación de vida silvestre del Museo Americano de Historia Natural), donde permaneció mientras en Ecuador se adecuaba un lugar con las condiciones que requeridas.

## Regreso al Ecuador

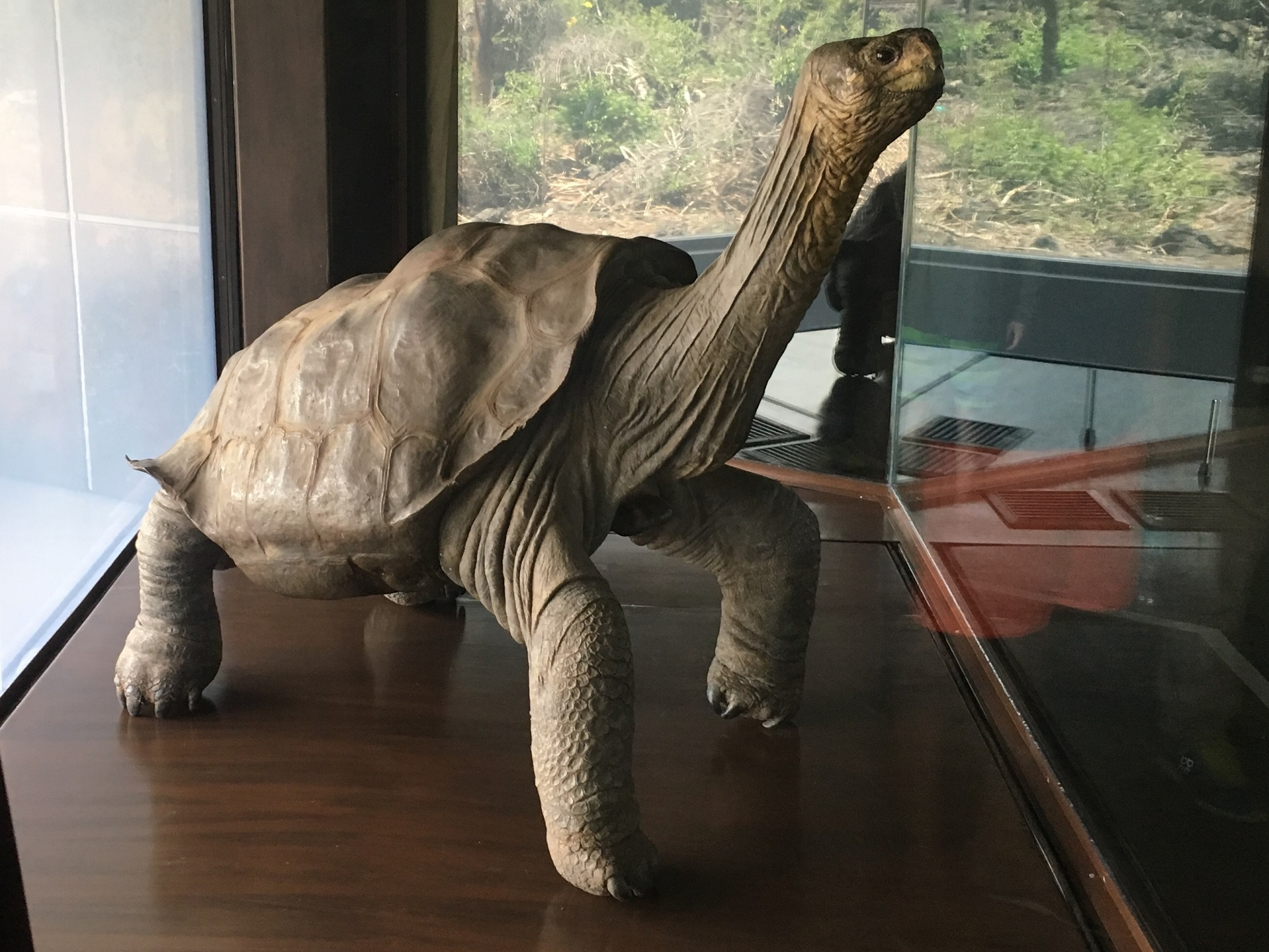
Espécimen en exhibición en la Estación de investigación Charles Darwin (2017).

Tras controversias acerca de su ubicación de exhibición (el gobierno ecuatoriano consideraba inicialmente su exhibición en Quito), se determinó finalmente que sería expuesto en las Islas Galápagos. El 17 de febrero de 2017, un avión de la Fuerza Aérea Ecuatoriana trajo de vuelta a George a la isla Santa Cruz, y para celebrar su llegada el parque nacional Galápagos inauguró «La Ruta de la Tortuga» en Puerto Ayora, la cual consiste en un recorrido interpretativo con una ruta elevada, hecha con madera inmunizada con piedra volcánica, que cruza por cuatro estaciones en las que se informa sobre el trabajo del científico Charles Darwin, la evolución, las labores de conservación del Parque, especies invasoras y el cambio que requiere la sociedad frente a la naturaleza para su conservación, que concluye con la sala «Símbolo de Esperanza» (llamada popularmente «la casa de George») en el Centro de Crianza de Tortugas Charles Darwin. Este proyecto tomó el nombre de «Circuito de Visita Fausto Llerena y Sala de Exhibición del Solitario George», y tiene como objetivo exaltar el valor de los bienes y servicio ambientales, y sembrar el compromiso de cuidar y conservar su entorno natural. Este circuito lleva el nombre del cuidador de George, cuyo apelativo «Don Fausto» también fue utilizado en 2015, al descubrirse a la tortuga Chelonoidis donfaustoi.
La Sala de Exhibición del Solitario George del Circuito Fausto Llerena es metálica prepintada, y el vidrio fue importado de Estados Unidos, tiene la característica de repeler los rayos UV, y cuenta con un generador eléctrico para el mantenimiento de una temperatura y humedad adecuadas para su conservación. El Ministerio del Ambiente indicó que la sala tiene una pequeña área de laboratorio donde un taxidermista podrá realizar cada seis meses el mantenimiento que requiere el cuerpo disecado. Ahí George es exhibido como «Símbolo de la esperanza». La exhibición abierta al público tuvo lugar el 23 de febrero de 2017, y es vistada por un estimado de 120,000 turistas cada año.

## Reconocimiento
El Solitario George es considerado un símbolo emblemático de la conservación, debido a los esfuerzos nacionales e internacionales para evitar la extinción de su especie. Su imagen ha sido ampliamente utilizada como atractivo turístico para promover la visita a las Islas Galápagos. En 2015, la Ministra de Ambiente de Ecuador manifestó:

Como Estado ecuatoriano luchamos por conseguir la preservación de esta especie, pero el tiempo nos ganó la batalla. Su historia conmovió corazones y traspasó fronteras; motivó luchas y despertó esperanza.
Lorena Tapia, Ministerio del Ambiente de Ecuador

Al morir la tortuga, el 8 de julio de 2012 se le rindió un homenaje con una muestra fotográfica realizada frente a su corral, donde se reunieron cerca de 40 fotos presentando algunos momentos de su vida, que fueron captados por los visitantes que se animaron a compartirlas. El Ministerio de Turismo también participó en el acto con la donación de una placa que recuerda la fecha de su muerte, en la que se observa el texto: «Solitario George, prometemos contar tu historia y transmitir tu mensaje de conservación». En el mismo mes, el Ministerio del Ambiente, rindió homenaje al quelonio con el concurso «Tu mejor relato descriptivo de la tortuga George», en la que se permitió compartir relatos y anécdotas que describan la visita de niños y jóvenes a las Galápagos, contando su experiencia y acercamiento con George; con el fin de dar a conocer que las especies son parte del patrimonio y capital simbólico ecuatoriano, y fomentar la importancia de la responsabilidad de cuidar y apoyar el turismo responsable.

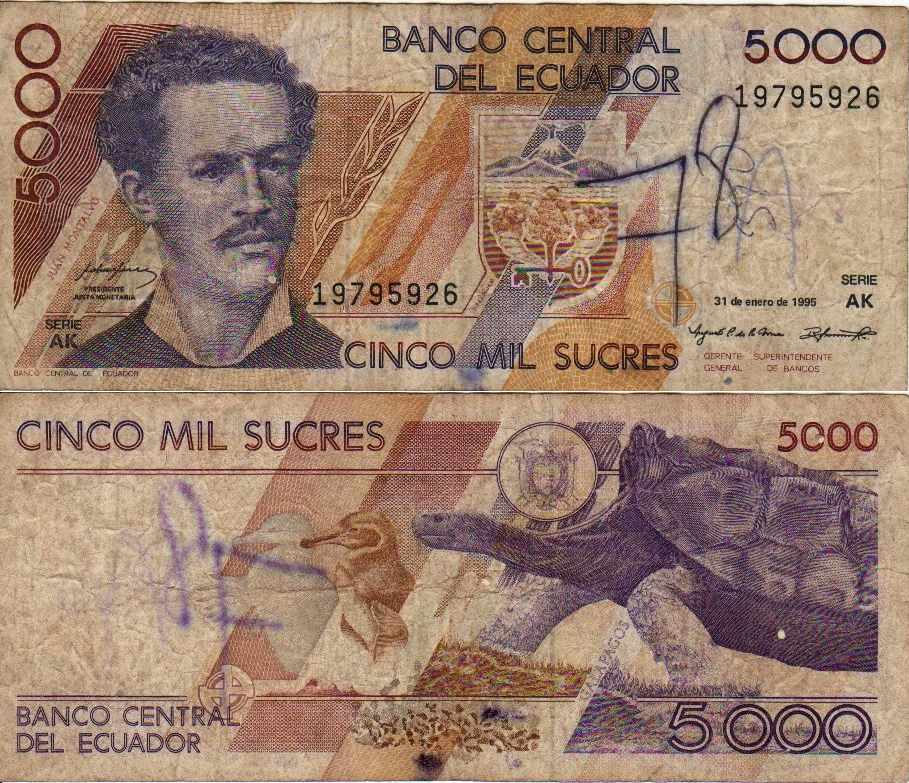
Billete de 5000 sucres ecuatorianos emitido en 1995.

En 2015, como otro homenaje a lo que simbolizaba el Solitario George, el Ministerio el Ambiente, a través de la Dirección del Parque Nacional Galápagos, junto a la organización Galapagos Conservancy, ejecutó la reintroducción de 205 ejemplares de Chelonoidis hoodentes, criadas en cautiverio a la isla Santa Fe, luego de que las originarias desaparecieran hace más de 150 años.
Desde su muerte en 2012, la ministra Coordinadora de Patrimonio acordó reconocer al Solitario George, como símbolo de la lucha por la conservación del patrimonio natural de las Islas Galápagos de Ecuador y del planeta; así como elemento emblemático de la memoria colectiva e identidad cultural de la población de las Islas. En el 2017, a través de un Acuerdo Ministerial del 17 de febrero de ese año se acordó elevar la categoría y, el cuerpo de George, fue declarado como Patrimonio Cultural de la Nación por el Ministerio de Cultura y Patrimonio.
El género taxonómico del galápago, Chelonoidis, pudo ser reconocido en la cara posterior del billete de 5 mil sucres ecuatorianos desde el 1 de diciembre de 1987 hasta el 9 de enero de 2000, cuando empezó la dolarización de Ecuador. En la actualidad, se encuentran disponibles postales conmemorativas del Solitario George, producidas a nivel local en 2013, como conmemoración del aniversario de la muerte de la tortuga.

### Internacional
Desde su descubrimiento, George ha sido motivo de varias menciones en la prensa, principalmente al considerarse como «la criatura más solitaria del mundo» por periódicos como The Times Leader, o como «el animal más solitario del mundo» por la BBC.
George estuvo presente en tres ocasiones en los Guinness World Records; en 2001, como la «criatura viva más rara del mundo», en 2004 como «el animal más solitario», y en 2009 como «el animal más amenazado». Así mismo, periódicos como «The Guardian» o «Expreso», han considerado al quelonio como «la tortuga más famosa del mundo».En 2010, el profesor de Ciencias Biológicas y Antropología de la Universidad del Sur de California, Craig Stanford, escribió The Last Tortoise, un libro que trata sobre la especie de George y las adaptaciones que les han permitido poblar con éxito una amplia gama de hábitats. Al morir George, Stanford dijo: 

It is always sad and disturbing when humans drive a species into extinction. But extinction is rarely so clear-cut as with the tortoises of Pinta. One last surviving member lived on and on, reminding us of our past sins to his race and beckoning us to try one more time to save them. In the case of Lonesome George, it was too little, too late.
Siempre es triste y perturbador cuando los humanos llevan a una especie a la extinción. Pero la extinción rara vez es tan clara como con las tortugas de Pinta. Un último miembro sobreviviente vivió una y otra vez, recordándonos nuestros pecados pasados hacia su raza y nos indicó que intentáramos una vez más salvarla. En el caso de Solitario George, fue muy poco, muy tarde.
Craig Stanford.

En 2012, la Asociación de Ecuatorianos Residentes en México, con motivo de la celebración del Día de Muertos, junto con artistas y ecologistas mexicanos, rindieron homenaje a Solitario George con el ánimo de reunir a la comunidad ecuatoriana.De manera similar, en marzo de 2013, el Festival de Cine Medioambiental de Washington inauguró su vigésima primera edición con 23 documentales que versan sobre Latinoamérica, en donde destacó un documental de la BBC que enfocaba la realidad de Galápagos.
En los agradecimientos de un artículo de 2013, sobre el descubrimiento de híbridos del galápago de la isla Pinta, el equipo de Yale escribió «Este trabajo está dedicado al Solitario George».
En Hawái, el endling de Achatinella apexfulva (extinta en 2019), también fue llamado George al ser el último de su especie.De igual manera fue llamado el saguaro de 200 años encontrado en Arizona, que sirvió como guía para herpetólogos en el desierto a áreas de anidación de serpientes de cascabel de diamante occidental (Crotalus atrox) y marcaba la transición entre formaciones utilizadas por estas serpientes en Arizona y que cayó entre 1998 y 1999.

## Cultura popular
La imagen de George se caracteriza por su presencia ubicua alrededor de las Islas Galápagos, apareciendo como el símbolo y homónimo de empresas de ecoturismo, hostales, y como uno de los puntos destacados de la Estación de Investigación Charles Darwin en la Isla Santa Cruz. El espécimen ha sido dotado con los poderes de narración y visibilidad póstumas, que lo convirtieron en una figura que narra la historia de la extinción de especies, subrayando la urgencia de preservar la biodiversidad a nivel mundial.

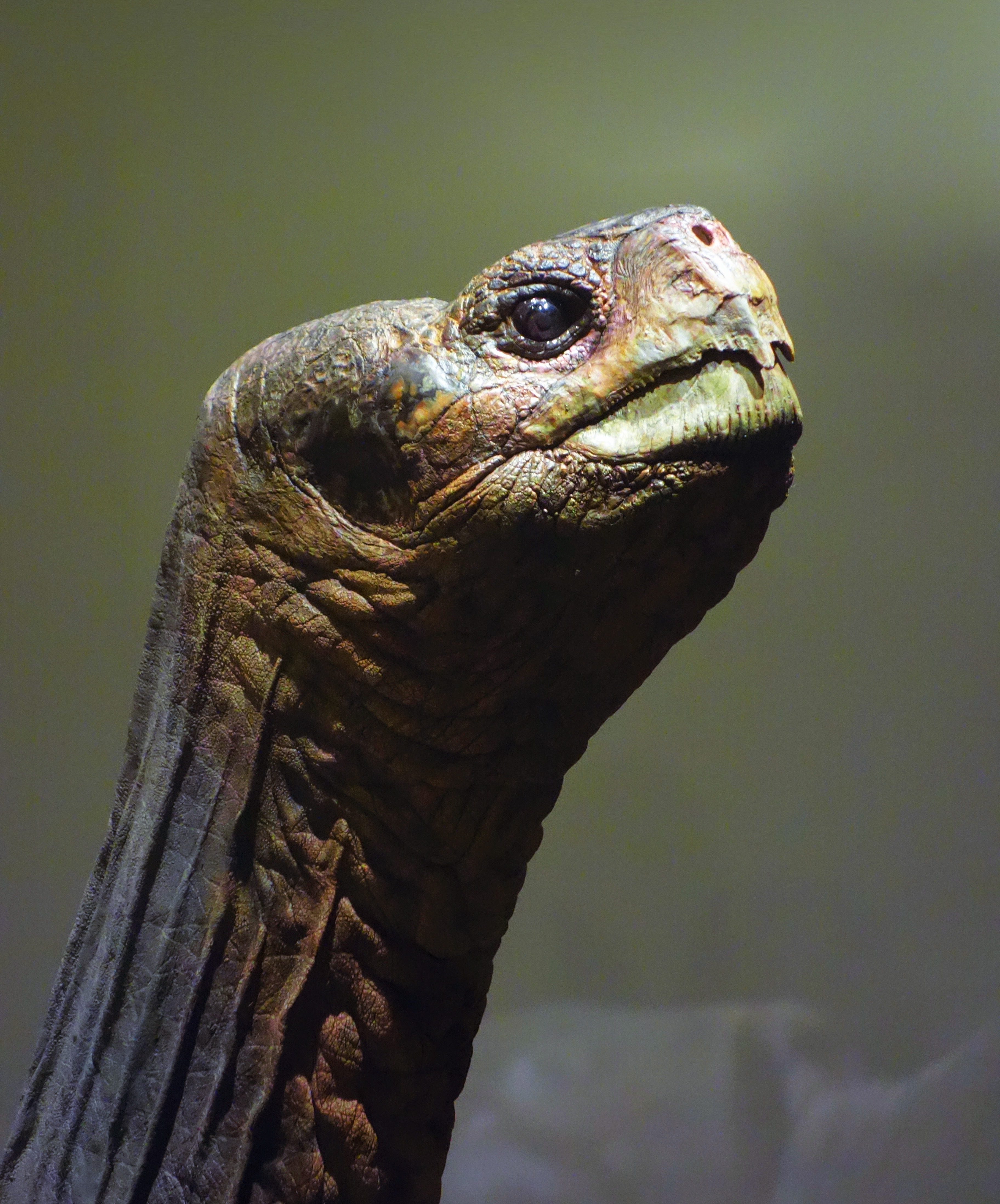
Perfil de George en su inauguración en el Museo Americano de Historia Natural (2014).

### Literatura

#### Publicaciones
- Carlos Balaguer: Río y voz: El Solitario George en su eclipse (1983)
- Francine Jacobs: Lonesome George the Giant Tortoise (2003)
- Henry Nicholls: Lonesome George: The Life and Loves of a Conservation Icon (2006)
- Verónica Coello: Se busca novia para el solitario George (2008)[96]
- Craig Stanford: The Last Tortoise: A Tale of Extinction in Our Lifetime (2010)
- Victoria Kosara: Lonesome George Finds His Friends (2011)
- Jorge Sotirios: Lonesome George, C'est Moi! A South American Odyssey (2012)
- Lothar Frenz: Lonesome George: oder Das Verschwinden der Arten (2012)
- Danielle L. Edwards et al.: The Genetic Legacy of Lonesome George Survives: Giant Tortoises with Pinta Island Ancestry Identified in Galápagos (2013)
- Cecilia Velastegui: Olinguito Speaks Up (2013)
- Rachel A. Blodgett: Lonesome George (2013)
- Jean Craighead: Galapagos George (2014)
- Chiquita Phillips: George's Secret (2014)
- George Egnal: Der mysteriöse Tod der Galapagos-Riesenschildkröte "Lonesome George" (2015)
- Octavio Latorre: Qué bella eran mis islas: conversaciones con el "Solitario George" (2015)
- Linda Cayot: La Historia del Solitario George ¿Hacia dónde nos dirigimos ahora? (2017)
- Ben Lerwill: Wildlives (2019)
- Elvys Linhares Pontes et al: A Multilingual Study of Multi-Sentence Compression using Word Vertex-Labeled Graphs and Integer Linear Programming (2020)

#### Otros textos
- En una nota en el periódico Primicias, Ecuador, titulada «El cáñamo, el último ejemplo de híper regulación estatal» de octubre de 2020, Rafael Lugo Naranjo expresa en símil:[97]

[...] en Ecuador se pueden encontrar más hijos del Solitario George que verdaderos cultores del libre mercado. Y así ha sido siempre. [...]
Rafel Lugo Naranjo

- En noviembre de 2020, Gina Walter de Basilea fue nombrada reina del Slam-Königin von Mostindien, tras presentar un texto poético sobre el solitario George.[98]

### Música
- En 2015, un canal de la radio estadounidense NPR, Skunk Bear, publicó Lonesome George (A Musical Memorial) en YouTube, relatando la vida del quelonio y su inevitable extinción.[99]
- En 2018, el poeta y escritor Paul Muldoon, en su regreso al Hopewell Theater, manifestó haber compuesto una canción romántica dedicada al galápago y que lleva su nombre.[100]
- En 2020, el compositor y cantautor Stan Vreeken, el actor Jorn Heijdenrijk y el baterista Mats Voshol, construyeron una miniatura de canciones en inglés y monólogos cortos en la que cantaron sobre George, relatando que murió de «una sobredosis de soledad».[101] En el mismo año, el poeta latino y profesor de la Universidad de Massachusetts Amherst, Martín Espada, publicó una obra llamada «Love Song of the Galápagos Tortoise», en la que relata experiencias ficticias con Darwin y con la naturaleza en el archipiélago de Colón.[102]Peluches de lana de Charles Darwin y George (2009).

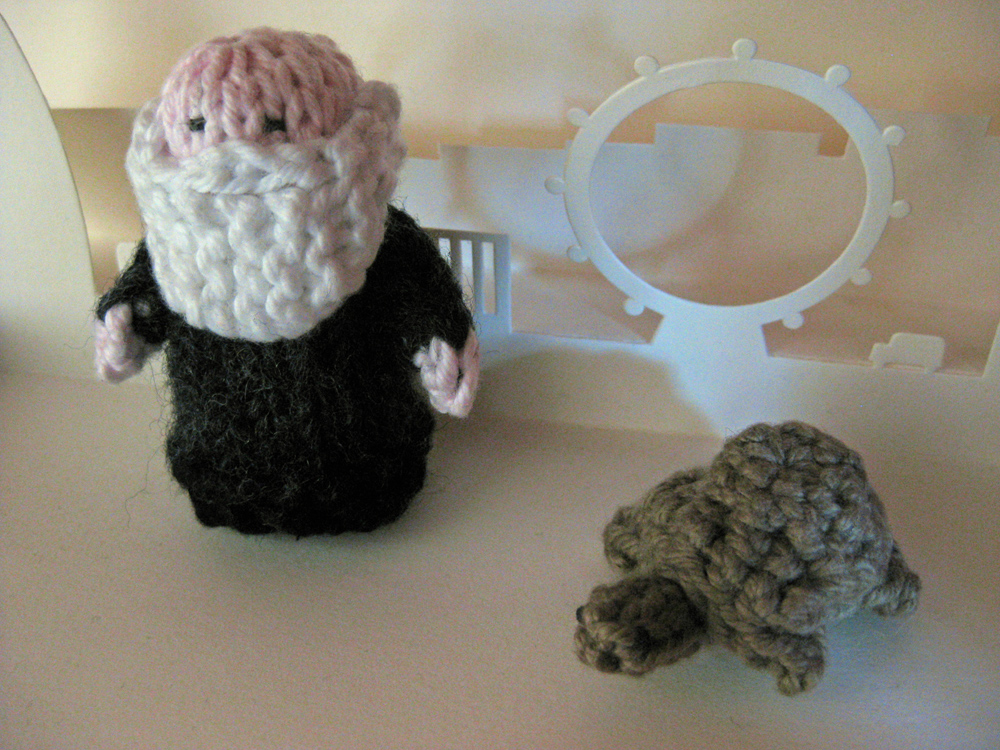
Peluches de lana de Charles Darwin y George (2009).

### Arte
En la pintura «El Solitario George» (Velarde, 2009), un ejemplo de arte contemporáneo ecuatoriano, el galápago aparece como símbolo de detenimiento ante el oficio del arte pictórico, expresando la amenaza a este tipo de arte. De igual manera, en 2016, colaboradores del proyecto no lucrativo e independiente, Artimalia, publicaron un álbum conmemorativo donde se muestra al Solitario George en diversas obras gráficas según su visión. También se ha podido observarlo como protagonista de caricaturas en los periódicos de Ecuador.

### Industria audiovisual
- La serie ambientalista infantil «Arcandina» contenía una caricatura que representaba a George.[107]
- El Museo Americano de Historia Natural realizó un documental del proceso de taxidermia de George, nombrándolo como parte del elenco.[108]
- En el intro del noticiero «24 Horas», de Teleamazonas, se pudo apreciar, hasta 2019, una imagen de la tortuga que hacía alusión a su importancia en Ecuador.[109]
- En Futurama, el capítulo «Naturama» fue creado en honor a George.[110]
- En el juego Golden Sun: The Lost Age existe como personaje una tortuga marina solitaria que se puede encontrar en el Is of Sea Islet, cuyo nombre es Lonesome George.[111]
- Un capítulo de «Sueños y colores de mi país», del canal ecuatoriano VeoVeo, se centra en educar a la población infantil sobre la importancia nacional de George.[112]
- En World of Warcraft: Mists of Pandaria una tortuga fantasma, llamada Lon'li Guju, flota en las costas de Kun-Lai. Este personaje es un recato al quelonio.[113]
- El episodio 106 de la primera temporada dela serie Wow in the World, se titula «Long Live Lonesome George! - the Mysterious Genome of a Giant Tortoise» y se centra en un documental acerca de la longevidad de estas especies de tortugas.[114]
- Un podcast de Duolingo, para aprender español, llamado «Episodio 28: Washington y George en las Islas Galápagos», se centra en la conservación de especies promovida por Washington Tapia.[115]
- En una edición de Who Wants to Be a Millionaire, en abril de 2020, Jane Fonda ganó USD$ 125 000 tras responder una pregunta sobre el Solitario George, al que había conocido.[116]
- En 2023, las empresas 8th Gear Entertainment y Radar Pictures se asociaron para un proyecto de una película animada en 3D que sigue la vida de George mientras emprende una aventura para encontrar a otros de su especie y descubre el significado de la familia, con el objetivo crear conciencia sobre los problemas ambientales del planeta y la conservación de los ecosistemas. La película contó con el respaldo del expresidente de Ecuador, Guillermo Lasso, y fue producida por James Leon, Ted Field, Anthony Tringali, Maria Frisk y Michael Napoliello, y el guionista y productor James Byrkit.[117]
- En 2023 se estrenó el cortometraje «George», que cuenta la historia de la tortuga y su cuidador. Fue producido por el cineasta Dorian Cambi y el director artístico Andrés Montesinos.[118]
- En 2024, parte del episodio Attenborough’s Life Journey de la serie «Nature», temporada 43, detalló la última vez que el científico David Attenborough se encontró con George.[119]